# Huningue
Huningue, régi német nevén Hüningen, település Franciaországban, Haut-Rhin megyében, Elzász történelmi régióban. Lakosainak száma 7410 fő (2022. január 1.). Huningue Village-Neuf, Saint-Louis és Bázel községekkel határos.

## Népesség
A település népességének változása:
| Lakosok száma | 6970 | 7143 | 7301 | 7238 | 7240 | 7261 | 7283 | 7339 | 7410 |
|               | 2013 | 2015 | 2016 | 2017 | 2018 | 2019 | 2020 | 2021 | 2022 |

## Látnivalók
- Három ország hídja. A települést a németországi Weil am Rheinnel köti össze.